# Våmhus
Våmhus est une localité de Suède dans la commune de Mora située dans le comté de Dalécarlie.
Sa population était de 843 habitants en 2019.